# Zingiber clarkei
Zingiber clarkei là một loài thực vật có hoa trong họ Gừng. Loài này được John Gilbert Baker miêu tả khoa học đầu tiên năm 1892. Danh pháp này đã được George Bentham và Joseph Dalton Hooker đề cập năm 1883 theo mô tả trước đó của George King (1840-1909) khi các tác giả mô tả tổ Pleuranthesis, nhưng không hợp lệ do không kèm theo mô tả cho loài này.

## Từ nguyên
Tính từ định danh clarkei là để vinh danh Charles Baron Clarke (1832-1906), nhà thực vật học người Anh, giám quản Vườn Thực vật Calcutta giai đoạn 1869-1871, viện sĩ Hiệp hội Hoàng gia từ 1882, chủ tịch Hiệp hội Linnaeus giai đoạn 1894-1896.

## Mẫu định danh
Mẫu định danh: Hooker J.D. & Thomson T. 3; do Joseph Dalton Hooker (1817-1911) và Thomas Thomson (1817-1878) thu thập năm 1859 ở cao độ 3.000-5000 ft (tối đa 1.600 m), tọa độ khoảng 27°45′0″B 88°45′0″Đ / 27,75°B 88,75°Đ. Mẫu syntype (MNHN-P-P00450919) được lưu giữ tại Bảo tàng Lịch sử Tự nhiên Pháp ở Paris (P).

## Phân bố
Loài này có ở Đông Himalaya, tại các bang Sikkim và Tây Bengal ở Ấn Độ cũng như tại Bhutan.

## Phân loại
Loài này được xếp trong tổ Pleuranthesis.

## Mô tả
Thân lá 150-200 cm, có lông tơ. Lá không cuống hoặc cuống rất ngắn, thuôn dài hoặc thuôn dài-hình mác, thon nhỏ-nhọn thon, đáy nhọn, 30-45 x 5-10 cm, có lông tơ mịn ở mặt dưới, mép và đỉnh bẹ. Lưỡi bẹ dài 6 mm, dạng màng, cắt cụt, rậm lông. Cành hoa bông thóc ở bên, thuôn dài-hình trụ nhọn, dài 7,5-10 cm, đường kính 3,5 cm, rủ xuống; cuống cụm hoa 7,5-15 cm, có lông măng, phần dưới rộng hơn. Lá bắc dài 2,5 cm, thuôn dài-hình trứng ngược, tù, màu xanh lục, phần trên cùng ánh đỏ, đỉnh có lông-lông rung, 2-4 hoa. Đài hoa dài 1 cm, 3 răng khó thấy. Ống tràng dài bằng lá bắc; các thùy tràng hơi ngắn, dài 2,5 cm, màu vàng nhạt, thùy tràng trên rộng nhất và lõm. Cánh môi dài như thùy tràng hoa, thuôn dài, màu vàng ánh màu tía nâu/tía đen. Nhị màu vàng nhạt, gần dài bằng cánh môi. Bầu nhụy rậm lông. Quả nang gần hình cầu, dạng màng, ngắn hơn lá bắc. Hạt lớn cỡ hạt đậu, đường kính 6 mm, màu nâu-nâu hạt dẻ. Áo hạt nhỏ, ngắn, màu trắng.